# Euploea tarnis
Euploea tarnis är en fjärilsart som beskrevs av Hans Fruhstorfer 1910. Euploea tarnis ingår i släktet Euploea och familjen praktfjärilar. Inga underarter finns listade i Catalogue of Life.